# Деренеу
Деренеу (рум. Dereneu) — село у Калараському районі Молдови. Адміністративний центр однойменної комуни, до складу якої також входять села Буларда та Дума.

## Населення
За даними перепису населення 2004 року у селі проживали 1119 осіб.
Національний склад населення села:
| Національність   | Кількість осіб | Відсоток   |
| ---------------- | -------------- | ---------- |
| молдавани румуни | 1098 12        | 98,1% 1,1% |
| українці         | 4              | 0,4%       |
| росіяни          | 4              | 0,4%       |
| болгари          | 1              | 0,1%       |
| Всього           | 1119           | 100%       |